# Robert Belot
Robert Belot (Winenne, 11 mei 1931 - Beauraing, 8 augustus 2006) was een Belgisch senator.

## Levensloop
Belot was bediende op het ministerie van Openbare Werken.
Als militant van de PSB werd Belot in 1964 verkozen tot gemeenteraadslid van Winenne, waar hij van 1965 tot 1976 burgemeester was. Na de fusie met Beauraing was hij daar van 1977 tot 1982 en van 2001 tot aan zijn dood in augustus 2006 schepen. Tevens was hij van 1983 tot 1988 en van 1995 tot 2000 burgemeester van de gemeente. 
Van 1978 tot 1995 zetelde hij eveneens in de Belgische Senaat als rechtstreeks gekozen senator voor het arrondissement Namen-Dinant-Philippeville. In maart 1995 nam hij ontslag als senator. Hierdoor zetelde hij ook in de Cultuurraad voor de Franse Cultuurgemeenschap (1978-1980) en in de Waalse Gewestraad en de Raad van de Franse Gemeenschap (1980-1995).